# 카슈 파텔

카슈 파텔(Kashyap Pramod Vinod Patel, 1980년 2월 25일 ~ )은 미국의 변호사, 전직 연방검사이며 현재 연방수사국의 국장으로 임명되었다.  공화당 (미국) 소속이며 도널드 트럼프의 최측근으로 알려져 있다.  그는 트럼프 행정부 1기 동안 국가안보회의와 국방부에서 근무했으며, 특히 국방부 장관 비서실장을 역임하였다.
2020년에는 백악관 대테러 담당 부보좌관으로, 시리아를 방문하여 실종된 미국인의 귀환을 위한 협상을 진행한 바가 있다.

## 정치적 편향성과 논란
파텔은 연방수사국과 정보기관이 트럼프를 부당하게 조사했다고 주장하며 연방수사국의 개혁을 강하게 주장하였다.  하지만 연방 수사국은 전통적으로 독립성을 유지해야 하는 기관으로, 특정 대통령의 측근이 국장이 되는 것을 경계한다.

## 음모론 옹호론자
파텔은 몇가지 음모론에 대한 지지자로, 특히, 딥스테이트 음모론과, 2020년도 부정선거조작론, 코비드 19 백신 음모론, 1월 6일 국회의사당 난입사건의 FBI 관여에 대하여 신뢰하고 있다.